# Wileńska Szkoła Wojskowa
Wileńska Szkoła Wojskowa (ros.) Виленское военное училище, ВВУ, do 1910 Wileńska Szkoła Junkrów Piechoty (ros.) Виленское пехотное юнкерское училище, ВПЮУ – rosyjska uczelnia wojskowa, szkoła junkierska armii rosyjskiej, kształcąca głównie przyszłych oficerów piechoty.
Utworzona w 1864 najstarsza rosyjska szkoła junkierska, obok analogicznej Moskiewskiej Szkoły Junkrów Piechoty, powstała w ramach reform wojskowych Dmitrija Milutina za panowania Aleksandra II.
Przez większość okresu funkcjonowania siedziba szkoły mieściła się w Wilnie na Pohulance, przy ul. Zakrętnej 4 (obecnie Čiurlionio gatvė), przed zajęciem Wilna przez armię niemiecką w 1915 r. uczelnię ewakuowano do Połtawy (bez zmiany nazwy).

## Historia
- 29 października 1864 – oficjalne otwarcie uczelni pod nazwą Wileńska Szkoła Junkrów Piechoty (Виленское пехотное юнкерское училище, ВПЮУ). Naukę rozpoczęły dwie kompanie (roty) szkolne w liczbie 200 junkrów. Czas nauki trwał 2 lata.
- 4 listopada 1864 – pierwszym komendantem szkoły mianowano pułkownika Nikołaja Małachowa (Николай Николаевич Малахов).
- 1868 – rozpoczęcie szkoleń uriadników (podoficerów) kozackich na oficerów.
- 1874 – liczba kadetów osiągnęła 300 osób. Rozszerzono program szkoleń o tematy ogólne.
- 1876 – utworzono specjalny pluton kawalerii w liczbie 35 junkrów przygotowujący uriadników kozackich do promocji na oficerów.
- 1877 – w związku ze słabym wyszkoleniem rekrutów wstępujących do szkoły utworzono oddział przygotowujący.
- 1878 – otwarcie kursu oficerskiego dla 37 praporszczyków (chorążych), którzy osiągnęli ten stopień wojskowy dzięki zasługom bojowym i innym w czasie wojny rosyjsko-tureckiej (1877-1878).
- 1885 – zamknięcie kursu kozackiego, junkrzy zostali rozesłani do szkoły kawalerii w Jelizawietgradzie i szkoły kozackiej w Nowoczerkasku. Zlikwidowano też wstępne oddziały przygotowujące.
- 1886 – do Wileńskiej Szkoły Junkrów Piechoty przeniesiono obsadę i kadetów rozformowanej szkoły junkierskiej w Rydze
- 1 września 1901 – po rozszerzeniu podstawowych dyscyplin kursu do poziomu szkół wojskowych uczelnia wileńska stała się trzyletnią.
- 9 sierpnia 1904 – pierwsza promocja oficerska w szkole - absolwenci po raz pierwszy otrzymują stopień podporucznika, a nie jak dotychczas podchorążego. Liczba kadetów (junkrów) wzrosła do 400, podzielonych na cztery kompanie (roty)
- 9 stycznia 1910 – przemianowanie Wileńskiej Szkoły Junkrów Piechoty na Wileńską Szkołę Wojskową (Виленское военное училище, ВВУ).
- jesień 1914 – wprowadzono czteromiesięczny kurs przyśpieszony. Liczba junkrów wzrosła do 900.
- 2 stycznia 1915 – pierwsi absolwenci po przyśpieszonym kursie otrzymują stopień wojskowy praporszczyków (chorążych), a nie jak poprzednio podporuczników. W czasie I wojny światowej odbyło się 16 kursów przyśpieszonych.
- 15 lipca 1915 – Wileńską Szkołę Wojskową ewakuowano do Połtawy.
- 2 stycznia 1918 – szkoła oficjalnie przestała istnieć.

## Komendanci szkoły
Komendanci (начальники, naczelnicy) Wileńskiej Szkoły Junkrów Piechoty (od 1910 Wileńskiej Szkoły Wojskowej):
- 04.11.1864–24.05.1871 – płk (od 28.03.1871 generał major) Nikołaj Małachow (Николай Николаевич Малахов)
- 24.05.1871–14.12.1877 – ppłk gwardii (od 1872 pułkownik) Piotr Naumow (Пётр Дмитриевич Наумов)
- 30.12.1877–09.03.1886 – płk Piotr Kononowicz-Gorbacki (Пётр Викентьевич Кононович-Горбацкий)
- 04.04.1886–07.03.1890 – płk Wiaczesław Pniewski (Вячеслав Иванович Пневский)
- 19.03.1890–13.06.1894 – płk Pawieł Klauz (Павел Фёдорович Клауз)
- 17.06.1894–20.01.1897 – płk Aleksandr Szewcow (Александр Прохорович Шевцов)
- 06.02.1897–07.04.1898 – płk Aleksandr Lebiediew (Александр Николаевич Лебедев)
- 05.05.1898–12.02.1900 – płk Wasilij Pokotiło (Василий Иванович Покотило)
- 15.02.1900–16.03.1904 – płk Leonid Wojszyn-Murdas-Żyliński (Леонид Паулинович Войшин-Мурдас-Жилинский)
- 16.04.1904–20.10.1906 – płk Władimir Rodionow (Владимир Павлович Родионов)
- 13.12.1906–22.05.1909 – płk Nikołaj Chamin (Николай Александрович Хамин)
- 22.05.1909–09.1914 – płk (od 14.04.1913 gen. mjr) Boris Adamowicz (Борис Викторович Адамович)
- inspektor oddziałów szkoły od 29.04.1913, komendant Wileńskiej Szkoły Wojskowej od 27.03.1917 – płk (od 02.04.1917 gen. mjr) Nikołaj Anisimow (Николай Владимирович Анисимов)

## Znani absolwenci
- Dmitrij Abacyjew
- Boris Bazarow (Борис Яковлевич Базаров) – później szpieg radziecki, rezydent OGPU m.in. w Berlinie i Nowym Jorku
- Jānis Balodis
- Konstantin Baronow
- Krišjānis Berķis – w l. 1934-1940 głównodowodzący Łotewskich Sił Zbrojnych
- Mārtiņš Hartmanis
- Kārlis Goppers
- Jānis Judiņš – dowódca Czerwonych Strzelców Łotewskich, śmiertelnie ranny w czasie operacji kazańskiej Armii Czerwonej przeciwko Ludowej Armii Komucza
- Roman Kondratienko (Роман Исидорович Кондратенко) – carski generał, obrońca Port Artur w 1904 r.
- Petras Kubiliūnas
- Johan Laidoner
- Paul Lill – w l. 1933—1939 minister obrony Estonii
- Władimir Łazariewicz
- Stasys Nastopka
- Voldemārs Ozols
- Ernst Põdder
- Pēteris Radziņš
- Władimir Swiridow (Владимир Петрович Свиридов)
- Jaan Soots
- Michaił Szalin (skrócony kurs w Połtawie w 1917)
- Mykoła Szczors
- Aleksander Talkowski (Александр (Искандер) Османович Тальковский) – Tatar litewski, carski, a następnie radziecki gen. mjr
- Aleksander Tõnisson
- Jukums Vācietis
- Mykolas Velykis – jeden z twórców odrodzonych Litewskich Sił Zbrojnych w Pierwszej Republice Litewskiej
- Silvestras Žukauskas

### Polscy absolwenci szkoły
- Bronisław Balcewicz
- Bronisław Bohaterewicz
- Antoni Dubiński
- Stanisław Gołębiowski
- Edward Hejdukiewicz
- Leon Iwanowski
- Antoni Jastrzębski
- Wacław Juszkiewicz
- Adam Mokrzecki
- Ignacy Oziewicz
- Gustaw Paszkiewicz
- Mieczysław Poniatowski
- Stefan Pogonowski
- Zygmunt Rymkiewicz
- Michał Zienkiewicz